# فيفا 97

ظهور مباراة كرة القدم للصالات للمرة الأولى في سلسلة فيفا

فيفا 97 (بالإنجليزية: FIFA 97)‏ هي لعبة فيديو صدرت في 1996. وهي متوفرة على أجهزة بلاي ستيشن ودوس وويندوز وميجا درايف وسوبر نينتندو إنترتينمنت سيستم . اللعبة من تطوير إي أيه كندا وهي من نشر إي أيه سبورتس ، تميزت اللعبة بتوفير الدوريات العالمية والبطولة العالمية، وظهرت لأول مرة خيار مابين الملعب العشبي وكرة القدم للصالات.

## وصلات خارجية
- FIFA 97 على موبي غيمز
- {{Ill-WD2|no id=Q218168}}